# Erdmunda von Dietrichstein

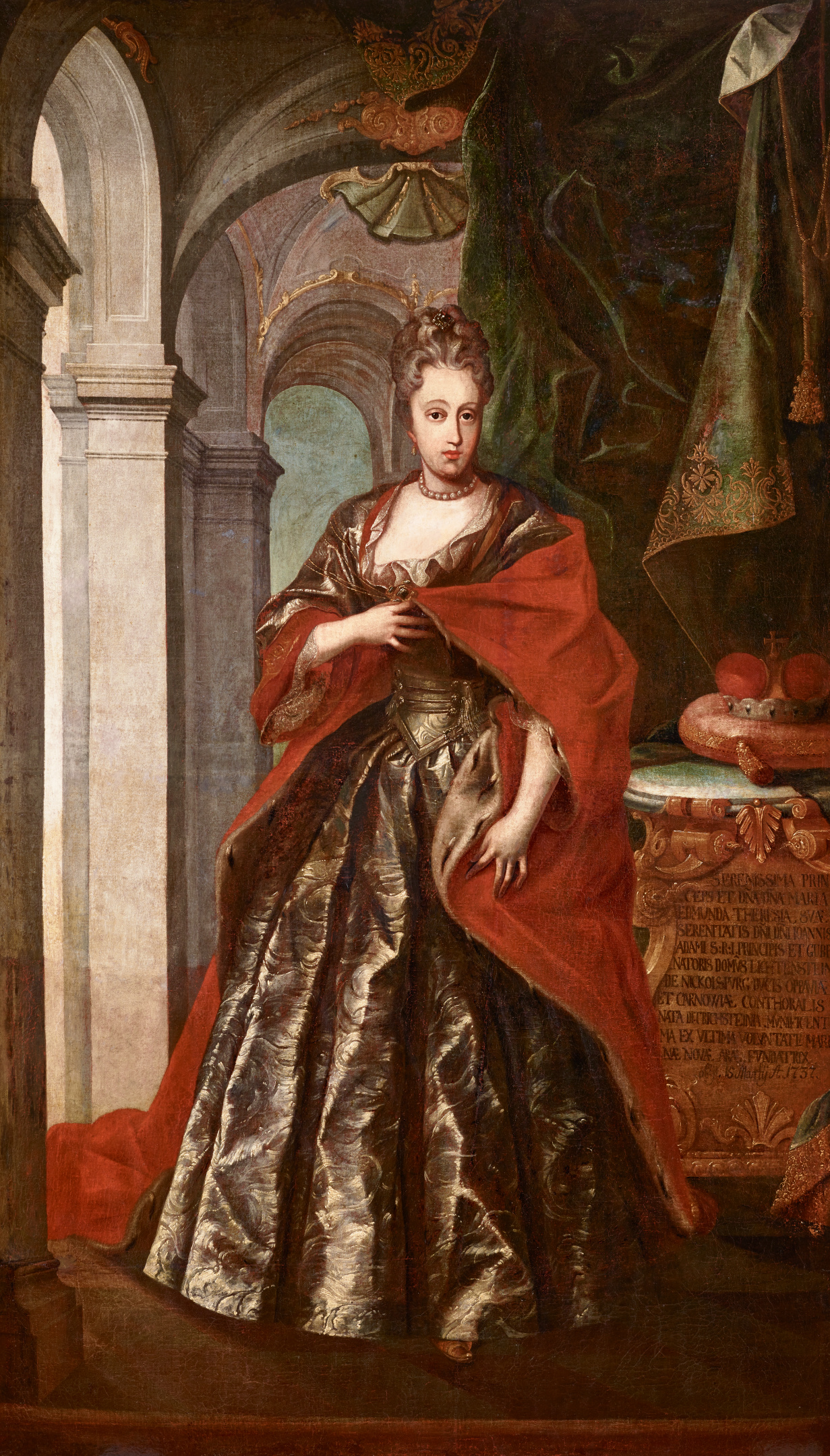
Erdmunda von Dietrichstein, Fürstin von Liechtenstein (1652–1737)

Gräfin Erdmunda von Dietrichstein (Erdmunda Maria Theresia; * 17. April 1662 auf Schloss Nikolsburg; † 15. März 1737 in Wien) war durch Heirat Fürstin von Liechtenstein.

## Biografie
Erdmunda war eine Tochter des Fürsten Ferdinand Joseph von Dietrichstein (1636–1698) und dessen Gemahlin Maria Elisabeth, geborene Fürstin von Eggenberg (1640–1715). Aufgewachsen und erzogen in Brünn und Nikolsburg, wechselte sie als Hofdame der Kaiserin Eleonora an den Wiener Hof, wo ihr Vater das Amt des Obersthofmeisters versah.
Am 16. Februar 1681 heiratete sie in Wien ihren Vetter Fürst Johann Adam Andreas von Liechtenstein (1657–1712), Sohn des Fürsten Karl Eusebius von Liechtenstein (1611–1684) und dessen Gemahlin Johanna Beatrix, geborene Gräfin von Dietrichstein († 1676). Aus der Ehe gingen zwölf Kinder hervor. Das Ehepaar lebte von 1681 bis 1684 auf Schloss Butschowitz und Schloss Plumenau (Plumlov). Nach dem Tod ihres Schwiegervaters folgte die Übersiedelung nach Schloss Feldsberg.
Ihr Gemahl übertrug ihr im Februar 1712 die Herrschaften Kirchberg an der Pielach und Weißenburg mit den Ämtern Wolzan und Lunz. Sie nahm sich der sozialen und religiösen Bedürfnisse der Untertanen an. In dem zur Herrschaft Weißenburg gehörigen Weiler Puchenstuben stiftete sie 1727 die St. Annakirche, welche sie zusätzlich mit einer Dotation versah. Nach der Fertigstellung der Kirche wurden auf ihr Betreiben und auf ihre Kosten das Pfarrhaus, die Schule, ein Gasthof, zwei Krankenstuben und ein Heim für alte und gebrechliche Menschen erbaut. Gemäß testamentarischer Verfügung ihres Gemahls erbte sie nach dessen Tod 1712 die Herrschaft Judenau samt dem dazugehörigen Gut Dietersdorf und dem Edelsitz Ödenthal. In Judenau ließ sie eine Mariensäule erbauen und stiftete 1734 ein Spital für mittellose Untertanen samt zugehörigem Benefizium.
Sie starb am 15. März 1737 als wohlhabende Frau in Wien. Ihr Leichnam wurde nach Wranau überführt und in der Familiengruft an der Seite ihres Ehemanns bestattet.

## Nachkommen
- Sohn (*/† 1682)
- Elisabeth (1683–1744) ⚭ 1703 Fürst Maximilian II. von Liechtenstein (1641–1709); ⚭² 1713 Herzog Leopold zu Schleswig-Holstein-Sonderburg-Wiesenburg (1674–1744)
- Karl Joseph (1684–1704)
- Maria Antonia (1687–1750) ⚭ 1704 Graf Márk Adam Czobor von Czoborszentmihály († 1728); ⚭² 1731 Graf Karl Hrzán von Harras († 1749)
- Maria Anna (*/† 1688)
- Franz Dominik (1689–1711)
- Gabriele (1692–1713) ⚭ 1712 Fürst Joseph Johann Adam von und zu Liechtenstein (1690–1732)
- Maria Theresia (1694–1772) ⚭ 1713 Herzog Thomas Emanuel von Savoyen-Carignan (1687–1729)
- Anton (*/† 1696)
- Margaretha (1697–1702)
- Maria Dominika (1698–1724) ⚭ 1719 Fürst Heinrich Joseph von Auersperg (1697–1783)
- Johann Baptist (*/† 1700)